# Puhja församling
Puhja församling (estniska: Puhja kogudus) är en församling som tillhör Valga kontrakt inom den Estniska evangelisk-lutherska kyrkan.